# Fédération des émirats arabes du Sud
1959–1962
Entités précédentes :
- Protectorat d'Aden

Entités suivantes :
- Fédération d'Arabie du Sud

La fédération des émirats arabes du Sud était un ensemble de mini-États « protégés » sous contrôle britannique dans l'actuel Yémen. Fondée le 11 février 1959 à partir de territoires du protectorat d'Aden, la fédération des émirats arabes du Sud (arabe : اتحاد إمارات الجنوب العربي) comptait au départ six États membres, dont 2 émirats, 3 sultanats et 1 sheikhat. Deux autres sultanats et un État de type républicain s'y ajoutèrent en octobre 1959 et février 1960. La fédération changea de nom en 1962 et devint fédération d'Arabie du Sud jusqu'en 1967, date à laquelle les États traditionnels furent abolis et inclus dans la république populaire du Yémen (ou Yémen du Sud).

## États membres

### Six membres initiaux
- Émirat de Beihan
- Émirat de Dhala
- Sultanat d'Audhali (en)
- Sultanat du Bas Yafa
- Sultanat de Fadhli
- Sheikhat du Haut Awlaki (en) (avec le territoire tribal de Nissiyin)

[réf. souhaitée]

### Nouveaux membres à partir d'octobre 1959
- Sultanat de Lahij
- Sultanat du Bas Awlaki (en) (avec le territoire tribal de Ba Kazim)

[réf. souhaitée]

### Nouveau membre en février 1960
- État de Dathina (en)

[réf. souhaitée]

## Genèse du projet, institutions
Chaque État membre envoyait pour 5 ans 6 délégués au Conseil fédéral, faisant office de parlement, qui désignait ensuite six membres d'un Conseil suprême de la fédération, ou gouvernement fédéral. Une capitale fédérale devait être construite à Al Ittihad (« L'Union »), à quelques kilomètres d'Aden. Seul Aden disposait d'un parlement élu, les autres entités étaient des monarchies absolues ou des États traditionnels.